# ارول گونایدین
ارول گونایدین (ترکی استانبولی: Erol Günaydın؛ ۱۶ آوریل ۱۹۳۳ – ۱۵ اکتبر ۲۰۱۲) هنرپیشه، فیلم‌نامه‌نویس اهل ترکیه بود.
از فیلم‌ها یا مجموعه‌های تلویزیونی که وی در آن‌ها نقش داشته است، می‌توان به فرشته سپید اشاره نمود.